# Casa de la Moneda de Venezuela
La Casa de la Moneda de Venezuela es una institución dependiente del Banco Central de Venezuela con carácter de gerencia general, encargada de la acuñación de monedas y la impresión de billetes de curso legal en Venezuela. También se encarga de la producción de especies valoradas, como sellos postales, estampillas fiscales, papel sellado, Pasaportes Venezolanos, Títulos Universitarios y de Bachillerato, entre otras. Su funcionamiento está estipulado en las disposiciones legales del Banco Central para la emisión de billetes y monedas. 
La institución es la responsable de la existencia suficiente de medios de pago en el país para mantener a la economía nacional en funcionamiento. Posee el carácter de una Gerencia General del Banco Central de Venezuela con el rango de Vicepresidencia.
Su origen se remonta a la época colonial, cuando una ceca instalada en Caracas comenzó a fabricar monedas para la entonces provincia hacia 1802. Hoy tiene su sede en la Hacienda La Placera, en Maracay.

## Historia

### Período colonial

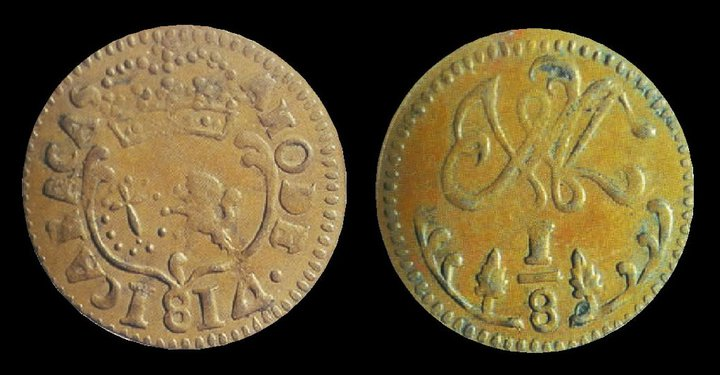
1 octavo de Real de Peso Fuerte CCS (Ochava) 1814

La fabricación de dinero en Venezuela se inició a principios del siglo XIX, durante la Capitanía General de Venezuela. El Capitán General Manuel de Guevara y Vasconcelos decretó la eliminación de las piezas y fichas que fabricaban los comerciantes por sí mismos para llevar a cabo sus operaciones, con el fin de centralizar esos procesos. El 12 de junio de 1802 se instaló la Real Casa de Moneda de Caracas, que comenzó la acuñación de monedas de cobre con carecer de seña, siendo la única colonia en hacerlo. A partir de 1810, la Casa de la Moneda acuñaría tanto monedas de plata de 1 y 2 reales, como de cobre de ½ y ¼ de real.

### Período independentista
Durante la Guerra de Independencia el establecimiento cambió de manos en muchas ocasiones entre realistas y patriotas. El instituto estuvo en poder de los patriotas republicanos hasta la ofensiva realista de 1814. El entonces Intendente encargó a Felipe de Llaguno para continuar con la emisión de monedas, pero en 1815 el realista Pablo Morillo ordenó la clausura de sus actividades. Sin embargo, al año siguiente una Real Orden decretó su reapertura, efectiva el 1 de octubre de 1816. Mientras tanto, distintas localidades del país que estaban en manos de los patriotas emitían monedas no oficiales para el uso de los independentistas.

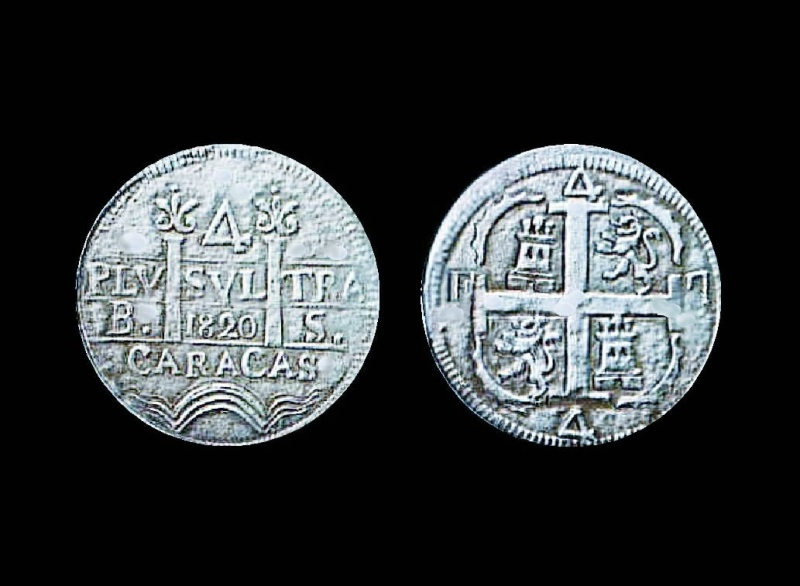
Monedas de cuatro reales, producidos en la Real Casa de Moneda en 1820.

El triunfo final de los patriotas y la creación de la Gran Colombia significó el auge de la emisión de monedas en Bogotá, Popayán y Caracas. La acuñación en Caracas entre 1821 y 1823 consistió en acuñación de monedas de dos reales y de a cuartillo. No obstante, existían dificultades en el suministro de recursos de metales para las labores y en la distribución, por lo que Carlos Soublette, entonces Intendente de Venezuela, ordenó su clausura el 31 de enero de 1823 por la escasez de metales preciosos que acuñar.

### Período republicano
Por los siguientes seis años se usaron monedas de la época colonial reselladas para suplir la demanda. Las dificultades continuaban para 1828, por lo que la Junta de Arbitrios decidió la acuñación de monedas de baja ley en la cantidad necesaria para las finanzas. Fue así que se abrió nuevamente la Casa de Moneda el 14 de agosto de 1829, decretándose además la producción de cuarenta mil pesos en cuartillos de real macuquinos. Sin embargo, el 5 de julio de 1830, el Congreso acordó cerrar definitivamente el establecimiento. Tras la desintegración de la Gran Colombia, la circulación de monedas hasta 1843 creció debido a que las piezas nacionales comenzaron a producirse en fábricas en el extranjero.
Décadas más tarde, en 1885, el general Antonio Guzmán Blanco firmó un convenio en Londres con Miguel Tejera para la instalación de una nueva Casa de la Moneda con sede en Caracas o La Guaira, y cuya materia prima sería el oro extraído de las minas de Guayana. Tejera pasó la concesión a la empresa francesa C. A. La Monnaie, que era afín al grupo de negocios de los hermanos Péreire. El contrato, válido por 20 años, estipulaba que el nuevo instituto debía acuñar cuatro millones de bolívares en oro y plata. La nueva Casa de la Moneda fue inaugurada por Guzmán Blanco el 16 de octubre de 1886, y estaba ubicada en la Esquina El Cuño. El gobierno se hizo supervisor de la acuñación de monedas a través de un Inspector Nacional perteneciente al Ministerio del Interior. El primer Inspector designado fue Jacinto Pachano. Se cuenta que el Inspector, al mostrar al presidente un ejemplar de las primeras monedas de oro que produjo esta Casa, éste exclamó: «¡Qué bello, Pachano!». De ahí que estas monedas fueran apodadas de esa forma.[cita requerida]
En octubre de ese año, la moneda extranjera fue declarada mercancía y quedó prohibida su importación, además de ordenarse que los billetes emitidos por el Banco Comercial y el Banco de Carabobo fuesen recibidos en todas las oficinas nacionales y continuasen circulando con el valor que fijase el mercado, medidas que permitieron a Venezuela tener un sistema monetario propio. En 1887, el Congreso aprobó una legislación en la que se reservaba la facultad de determinar el número de monedas para la circulación. No obstante, la Casa registró un superávit en la acuñación, sobrepasando la cantidad establecida, lo que generó desajustes en las finanzas. La protesta de los comerciantes ante el presidente encargado, Hermógenes López, devino en que el Congreso ordenara detener las actividades de acuñación de la Casa. El establecimiento fue liquidado por desacuerdos con la empresa La Monnaie, pero en 1890 el Gobierno adquirió las instalaciones de la Casa y pasó a ser el responsable del cuño nacional. A partir de ese año, las monedas venezolanas volvieron a ser fabricadas en el exterior.

### Período contemporáneo
La idea de una Casa de la Moneda propia para Venezuela volvió a ser retomada en 1983, para mejorar el grado de autonomía del país en el aprovisionamiento de medios de pago. Las autoridades del Banco Central de Venezuela adquirieron una parcela de 10.367 m² contigua a su sede en Caracas, en la que se pensaba construir la fábrica, en el lugar que hoy es la Plaza Juan Pedro López. Se contrató a la Casa de Moneda de Brasil para hacer los estudios de viabilidad y factibilidad. Ante los resultados positivos, el Banco Central aprobó el proyecto. La sede fue reasignada a la Hacienda La Placera en las afueras de Maracay por cuestiones estratégicas de accesibilidad y de cercanía a los puertos de La Guaira y Puerto Cabello. El complejo empezó a construirse en 1989 fue concluido, siendo el encargado el arquitecto Eduardo Sanabria y los cálculos estructurales fueron realizados por los ingenieros Ernesto Martínez y Carlos Luis Cosson mientras que la gestión de ingeniería, procura y construcción fue realizada por la empresa Vepica., iniciando operaciones en septiembre de 1999.